# Skew-T log-P図
Skew-T log-P図（スキューティー ログピーず、Skew-T log-P diagram）とは、大気の熱力学的な状態を表す熱力学ダイアグラムの一種。英語名をそのまま読んで「Skew-T log-Pダイアグラム」、あるいは略して「SkewT図」と呼ぶこともある。

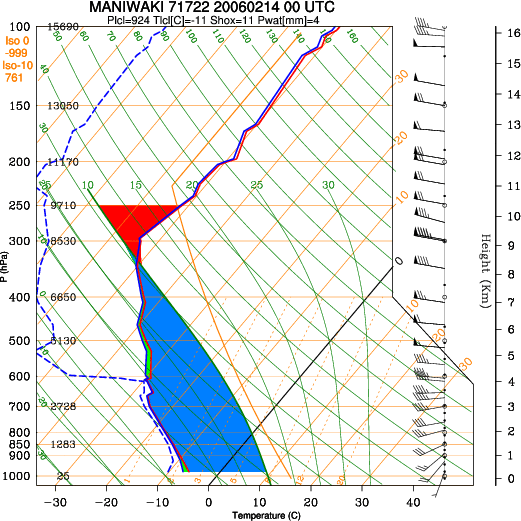
ラジオゾンデの観測をもとに作成されたSkew-T log-P図。カナダのManiwakiにて。図からショワルター安定指数が11で安定、可降水量が4mmと算出されている。

この図は1947年、N.Herlofsonによって発表された。エマグラムを改良したものである。T = temperature（気温）をskew（斜め、歪んだ形）の線で、P = pressure（気圧）をlog（対数）で表していることからこの名が付いた。
縦軸に気圧または高度をとる。等圧線（等高度線）は図枠に対して水平である。一方の横軸には、気温、混合比、乾燥断熱減率、湿潤断熱減率、湿球温度などをとり、縦の曲線として等温線や乾燥断熱線などが描かれる。
用途としては、ラジオゾンデの測定結果から上空の大気場を推定することが主である。ラジオゾンデから得られる気温と湿度（または露点温度・湿球温度）のデータを表に書き入れると、それによってその地点の混合比などが分かるようになっている。エマグラムと同様、数地点のデータを書き入れて順番に線で繋ぎ、大気場を推定する。アメリカを中心に北米で広く用いられている。
テヒグラムと類似していて混同されやすい。テヒグラムは等温線が斜めであることなどが相違点である。